# دی‌ای‌ای
دی‌ای‌ای (انگلیسی: DAA) شرکت خدمات فرودگاهی ایرلندی است، که در سال ۱۹۳۷ تأسیس شد.